# Kottelatlimia
Kottelatlimia este un gen de pești care aparține familiei Cobitidae. Acești pești sunt răspândiți în Asia de Sud-Est. Genul, descris în 1994 de Teodor T. Nalbant, a fost denumit în onoarea lui Maurice Kottelat.

## Specii
Există trei specii recunoscute care aparțin acestui gen:
- Kottelatlimia hipporhynchos Kottelat & H. H. Tan, 2008
- Kottelatlimia katik (Kottelat & K. K. P. Lim, 1992)
- Kottelatlimia pristes (T. R. Roberts, 1989)